# Јене
Јене (итал. Jenne) је насеље у Италији у округу Рим, региону Лацио.
Према процени из 2011. у насељу је живело 371 становника. Насеље се налази на надморској висини од 867 м.

## Становништво
| 2011. |
| ----- |
| 398   |